# 凯法莱亚
凯法莱亚是由萨珊帝国早期的摩尼教社区开发的一种文学体裁，随着教会在欧亚大陆和北非的传播，主要由埃及的两部大型纸莎草翻译的手抄本保存，可追溯到公元五世纪初，这些手抄本原本是一个单一的手抄本。这种编纂历史类似于《塔木德》丢失和重新发现之前的编纂。
它们的结构类似于伊斯兰圣训或基督教使徒行传，但在结构上倾向于更具创造性的流动性，其中许多显然是杜撰的。
虽然凯法莱亚很可能像圣训一样起源于对玛尼生活和行动的描述，但这种体裁的效用是这样的，以至于它开始纳入各种各样的文学风格，人为地受到格式的限制：指导、注释、叙述、对话、寓言、奇迹故事，甚至史诗传统。
凯法莱亚的发现对于改变早期摩尼教传统的学术研究，甚至萨珊帝国的世俗历史都具有革命性的意义。
尽管现有的文本具有天书的性质，并经过了大量的修改，最突出的是来自科普特的翻译，但它是萨珊王朝早期和伊朗帝国内摩尼教社区首次持有和发展的传统的真实代表。因此，这是一个关于文学、宗教和社会的独特资料，其背景大大早于有关沙普尔一世及其继承者统治时期的大多数其他现有资料。

## 耶稣在凯法莱亚
虽然耶稣在其他摩尼教著作中很少被称为辉煌的耶稣，但在教师的凯法莱亚中，他通常被如此称呼。 在凯法莱亚，耶稣是伟大之父的化身，显然与第三使者和活着的词相同，他被带来以恢复执政官叛乱造成的破坏。 当光辉的耶稣降临人间时，他后来以肉身的形式在物质世界中显现自己。 